# Хамец, Юзеф
Юзеф Ха́мец (пол. Józef Szczepan Chamiec; 1841, Волынская губерния, Российская империя — 19 августа 1915, Париж, Франция) — польский поэт, публицист, переводчик.

## Биография
Родился 26 декабря 1841 года селе Грани Луцкого уезда Волынской губернии.
Окончил Ровенскую гимназию и в 1861 году поступил на юридический факультет киевского университета Св. Владимира.
Участник январского восстания 1863 года в Польше. После начала восстания перешел австрийскую границу и направился в Галицию, где вступил в вооружённый отряд Войцеха Коморовского, который напал на территорию Волынской губернии, имел стычки с казаками и ненадолго взял Порыцк (теперь с. Павловка на Волыни.
За участие в январского восстания 1863 года был арестован австрийскими властями и находился в заключении в Бродах, бежал из тюрьмы и эмигрировал во Францию.
Ю. Хамец был родственником Э. Ганской — жены Оноре де Бальзака.
В 1865 году купил поместье под Парижем. Активно участвовал в литературно-артистической жизни французского общества.
Умер 19 августа 1915 года в Париже.

## Творчество
Автор глубоко лирических и патриотических произведений. Его творческое наследие включает две драмы («Tadeusz Reytan» и «Samuel Zborowski»), многочисленные стихотворения, включённые в сборники стихов:
- Próby rymotwórcze (2 тома, 1869),
- Księga Sonetów (1872),
- Dąsy starego patrioty (1873),
- Czem chata bogata (1875),
- Która, karta ze wspomnień paryskich (1877),
- Piosenki jesienne (1880) и другие произведения. .

Кроме того, много публиковался в польской прессе. Помещал свою поэзию в газетах и журналах «Kłosy», «Bluszcz» и «Nowiny Lwowski».